# Alex Cappa
Alex Cappa (Dublin, 27 gennaio 1995) è un giocatore di football americano statunitense che milita nel ruolo di offensive guard per i Las Vegas Raiders della National Football League (NFL).

## Carriera

### Tampa Bay Buccaneers
Cappa fu scelto nel corso del terzo giro (94º assoluto) del Draft NFL 2018 dai Tampa Bay Buccaneers. Dopo avere disputato solo sei gare nella sua prima stagione, nessuna delle quali come partente, disputò la prima come titolare nella settimana 1 della stagione 2019 contro i San Francisco 49ers e concluse quella stagione con 13 presenze, tutte da titolare. Nel 2020 disputò tutte le 16 partite stagionali. Il 9 gennaio 2021, nella partita di wild card dei playoff contro il Washington Football Team, Cappa si fratturò una caviglia, venendo inserito in lista infortunati sei giorni dopo. I Buccaneers andarono poi a vincere il Super Bowl LV contro i Kansas City Chiefs.

### Cincinnati Bengals
Il 13 marzo 2022 Cappa firmò con i Cincinnati Bengals un contratto quadriennale del valore di 35 milioni di dollari.
Nel 2022 giocò tutte le 17 gare della stagione come guardia destra titolare, contribuendo all'annata vincente dei Bengals chiusa col record di 12-4. A causa di un infortunio rimediato nell'ultima partita prima dei play-off contro i Baltimore Ravens, Cappa saltò tutta la post-season con i Bengals che uscirono sconfitti nell'AFC Champhionship Game contro i Kansas City Chiefs.
Fu confermato guardia destra titolare anche per il 2023 in cui giocò tutte le gare stagionali.
Anche nel 2024 giocò l'intera stagione da titolare, ma con prestazioni opache, tanto da risultare ultimo tra le guardie nella lega in diverse statistiche.
Il 3 marzo 2025 Cappa fu svincolato dai Bengals.

### Las Vegas Raiders
Il 5 marzo 2025 Cappa firmò con i Las Vegas Raiders.

## Palmarès
- Super Bowl : 1

Tampa Bay Buccaneers: LV
- National Football Conference Championship: 1

Tampa Bay Buccaneers: 2020

## Statistiche

### Stagione regolare
| Stagione | Stagione | Stagione | Stagione | Difesa  | Difesa  | Difesa  |
| Anno     | Squadra  | P        | PT       | T. tot. | T. sol. | T. ass. |
| -------- | -------- | -------- | -------- | ------- | ------- | ------- |
| 2018     | TB       | 6        | 0        | 0       | 0       | 0       |
| 2019     | TB       | 13       | 13       | 0       | 0       | 0       |
| 2020     | TB       | 16       | 16       | 0       | 0       | 0       |
| 2021     | TB       | 17       | 17       | 0       | 0       | 0       |
| 2022     | CIN      | 16       | 16       | 0       | 0       | 0       |
| 2023     | CIN      | 17       | 17       | 0       | 0       | 0       |
| 2024     | CIN      | 17       | 17       | 1       | 0       | 1       |
| Totale   | Totale   | 102      | 96       | 1       | 0       | 1       |

### Play-off
| Stagione | Stagione | Stagione | Stagione | Difesa  | Difesa  | Difesa  |
| Anno     | Squadra  | P        | PT       | T. tot. | T. sol. | T. ass. |
| -------- | -------- | -------- | -------- | ------- | ------- | ------- |
| 2020     | TB       | 1        | 1        | 0       | 0       | 0       |
| 2021     | TB       | 2        | 2        | 0       | 0       | 0       |
| Totale   | Totale   | 3        | 3        | 0       | 0       | 0       |

Fonte: Football Database
In grassetto i record personali in carriera -      Vittoria del Super Bowl